# Her Penalty
Her Penalty o The Penalty (títol original britànic) és una pel·lícula muda del 1921. Els estatunidencs van canviar el títol perquè ja s'havien rodat tres pel·lícules amb aquest títol, l'última el 1920; fins i tot aquell any (1920), una quarta pel·lícula va haver de canviar el títol abans de l'estrena per no coincidir amb l'altra.
El guió es basa en una història original de Benedict James.